# Elaphoglossum splendens
Elaphoglossum splendens är en träjonväxtart som först beskrevs av Jean Baptiste Bory de Saint-Vincent och Carl Ludwig Willdenow, och fick sitt nu gällande namn av Brackenr. Elaphoglossum splendens ingår i släktet Elaphoglossum och familjen Dryopteridaceae. Inga underarter finns listade.